# Carinola
Carìnola è un comune italiano di 7 052 abitanti della provincia di Caserta in Campania.

## Origini del nome
Forse il nome deriva dal toponimo greco Kalinium, luogo su cui fu anticamente fondata la città, oppure forse deriva da Calinolum, derivato a sua volta dalla colonia romana di Calenum. Tale origine del toponimo, come sostenuto dagli storici locali Luca Menna e Salvatore Theo, andrebbe a identificare sia la città di Carinola che la vicina Calvi Risorta. In realtà, tale identica denominazione, sarebbe da ricercare in un errore materiale nella trascrizione da parte di Paolo Diacono, il quale avrebbe trascritto l'aggettivo Calenum, riferito all'Antica Cales (odierna Calvi Risorta), al posto del longobardo toponimo Calinium, riferito invece proprio a Carinola. È un'ipotesi, questa, che riprenderebbe una diretta latinizzazione del greco Kalinium.

## Geografia fisica
Carinola ha un'estensione territoriale di 59,23 km², in gran parte occupati da terreni coltivati e selve. Sviluppatasi nella parte nord della regione, nell'antico territorio della Campania Felix, Carinola è la culla dell'Ager Falernus, la fertile zona che dall'antica Sinuessa fino all'odierna Francolise produceva (e produce ancora) il Falerno, uno dei vini più apprezzati dagli antichi romani. Centrale nel collegamento tra le città di Napoli e Roma, confina a nord con Sessa Aurunca, a nord-est con Teano, a sud-est con Francolise, a ovest con Falciano del Massico (il cui territorio era, fino al 1964, parte del Comune di Carinola) e a sud, per pochi km, con Mondragone, Cancello Arnone e Grazzanise. Lo sviluppo di agglomerati urbani è limitato alle frazioni sparse del territorio e al capoluogo, che dà il nome all'Ente. Le frazioni più popolose sono Nocelleto, Casale e Casanova, insieme al capoluogo Carinola, che tuttavia costituisce l'agglomerato più piccolo tra le comunità maggiori. Altre frazioni sono S. Donato, Ventaroli, S. Croce, Croce di Casale e Cascano di Carinola (Parco Libellula, Campo de' Felci). Borghi caratteristici, seppur poco popolati, sono S. Bartolomeo, S. Ruosi-Ceraldi, S. Anna, Borgo Migliozzi e Borgo Fava.
Confini naturali del territorio urbano sono il monte Massico ad ovest e il fiume Savone ad est. Più ampia è l'area oltre il Savone, riportata sulle carte geografiche come Piana di Carinola.

## Storia
La cittadina venne probabilmente fondata prima dai Pelasgi con il nome di Urbana, alla confluenza tra le strade per le romane Tianum  Sidicinum (l'odierna Teano) e Gallicanum (Cascano). In seguito venne occupata dagli Etruschi, come testimoniano alcune costruzioni ancora presenti sul territorio, e poi anche dai Romani stessi. Fu tra il X e il VI sec. a.C. che la città visse sotto la costante protezione di Capua, centro sempre importante. Come afferma il Menna, «[…] divenne fortezza, al centro di una vasta vallata, dove potevano vivere e prosperare i numerosi abitanti. Fu sotto il dominio dei Romani che Caleno o Calinum accrebbe la sua prosperità e la sua notorietà, divenendo subito Municipium». Ciò vale a dire — con le parole dello stesso Menna, che era «città con governo, leggi, milizie e magistrati propri. Di Caleno parlano Plinio il giovane, Strabone, Orazio […]». E ancora: «A Calinum i Romani, che spesso si recavano a Napoli e a Cuma per interrogare la Sibilla circa le sorti dell'impero, trovavano le tabernae deversoriae e le stabines.»
A dispetto dell'identificazione diretta di Carinola - Foro Popilio o Carinola - Foro Claudio, le parole di De Stasio e le successive deduzioni dello storico Giovanni Iannettone rendono l'idea della costituzione di una città che conteneva al suo interno varie realtà di fondazione di epoca Romana e anteriore. A De Stasio («estendeva il suo territorio fino a comprendere da un lato Mondragone e dall'altro la Valle del Volturno fin quasi a Capua, da cui dipendeva») così fa eco Iannettone: «difatti nell'ambito sono state sempre comprese non solo la città di Foro Popilio, che fu fondata dai Pelasgi verso il 1100 a.C. e dagli Etruschi, ma anche la zona de I Greci, la città di Foro Claudio, la colonia di Urbana, la città di Larissa, territorio su cui si sono sviluppate le attuali frazioni di Casanova, Casale, Nocelleto, Ventaroli, S. Donato, S. Croce e le ex frazioni di Falciano Capo e F. Selice.»
L'arrivo nel IX secolo dei Saraceni nella zona coincise con la lenta distruzione della città, cominciata già dalle incursioni barbariche di Genserico, e portò la popolazione a rifugiarsi nel sito di Foro Claudio e nelle colline circostanti (odierna Casale, ove esiste un palazzo di residenza estiva del vescovo e uno stemma del presule Tommaso Anfora datato 1143 ?). Dopo la distruzione degli agglomerati di Urbana - Foro Popilio, la città venne ricostruita come riunificata con il nome di Carinola e innalzata a sede vescovile intorno al 1100. Successivamente la città passò sotto il controllo di un feudatario normanno, il conte Riccardo, ed entrò a far parte del principato di Capua.
Nelle campagne circostanti molti dei ruderi delle abitazioni di Urbana vennero rimossi e riutilizzati nella costruzione di "poderi-fortezza". Accanto a questi poderi gli abitanti cominciarono a costruire delle cappelle e le due comunità più grandi, quelle di San Pietro a nord-ovest e di San Sisto a sud-est, costruirono delle vere e proprie parrocchie. Con la fusione delle due comunità nel 1400 ci fu la nascita della frazione di Nocelleto.
Più ad ovest del centro urbano di Carinola, ai piedi di una piccola collina del massiccio massicano, la Grancelsa, si sviluppavano in epoca tardo-medioevale i Borghi Lorenzi (oggi Laurenzi) e Carani. Sulla direttrice delle due piccole comunità si sarebbe sviluppata successivamente la frazione di Casanova, a vocazione prettamente pastorale e di coltura vitivinicola, ancorata alle tradizioni culturali e religiose di devozione al tempio sacrale della collina dedicato a Maria SS. Grande ed Eccelsa (da cui Grancelsa). Raggiungibile da via Padre Michele Piccirillo, dedicata all'illustre studioso e archeologo originario del luogo, vi è il monumentale convento di S. Francesco (XIII sec.).
Nel XVI secolo la città decadde per via delle avverse condizioni ambientali. Infatti, nelle vicinanze dei centri abitati erano presenti molti acquitrini e corsi d'acqua i cui alvei non erano tenuti adeguatamente puliti: l'impaludamento che ne seguì portò malattie come il tifo e il colera, decimando la popolazione. Nel 1818 la diocesi di Carinola venne soppressa e il suo territorio fu unito a quello della diocesi di Sessa Aurunca.
Per i fatti conseguenti all'occupazione tedesca del 1943, Carinola è stata insignita nell'anno 2004 di medaglia d'argento al merito civile. Fu infatti, come si legge anche nella motivazione dell'onorificenza, "centro strategicamente importante": la cittadina fu sede del Deutsch Ortskommandantur, parte della Linea Massico-Trigno, a sua volta sostegno della più conosciuta Gustav. Storica la testimonianza, nel segno della sofferenza della deportazione, dell'illustre cittadino carinolese Antonio Zannini, docente ed ex dirigente social-democratico, scomparso nel 2012. Particolarmente sentita è la ricorrenza del 28 ottobre: a Borgo Laurenzi (presso la frazione Casanova) vennero uccisi dai corpi di mortaio sparati dai nazisti — appostati sulla vicina Grancelsa — ben tredici civili. Moderne ricostruzioni storiche datano in realtà il nefasto evento al 1º novembre, data di un documentato scontro tra le forze Alleate e l'esercito tedesco, limitato ai centri di S. Croce e Carinola.
Nel 1964, Falciano, che fino ad allora era frazione del comune di Carinola, ottenne l'autonomia comunale.

### Simboli

#### Stemma
Lo stemma è stato concesso con regio decreto del 26 luglio 1868.
Lo stemma attualmente in uso è quello a cinque rombi, di colore bianco, iscritti nello scudo di colore azzurro. I cinque rombi dello stemma del Comune di Carinola rappresentano i territori di Falciano a sinistra, Casanova in alto, Casale a destra e Nocelleto in basso, legati tutti per un vertice al rombo centrale che simbolicamente rappresenta il Capoluogo. Lo stemma cittadino, con la caratteristica croce a rombi, è presente sulle torri civiche oltre che in uso sulle bandiere e gli atti del Comune.

#### Gonfalone
Il gonfalone è un drappo partito di bianco e di azzurro.

## Monumenti e luoghi d'interesse

### Architetture situate nel centro

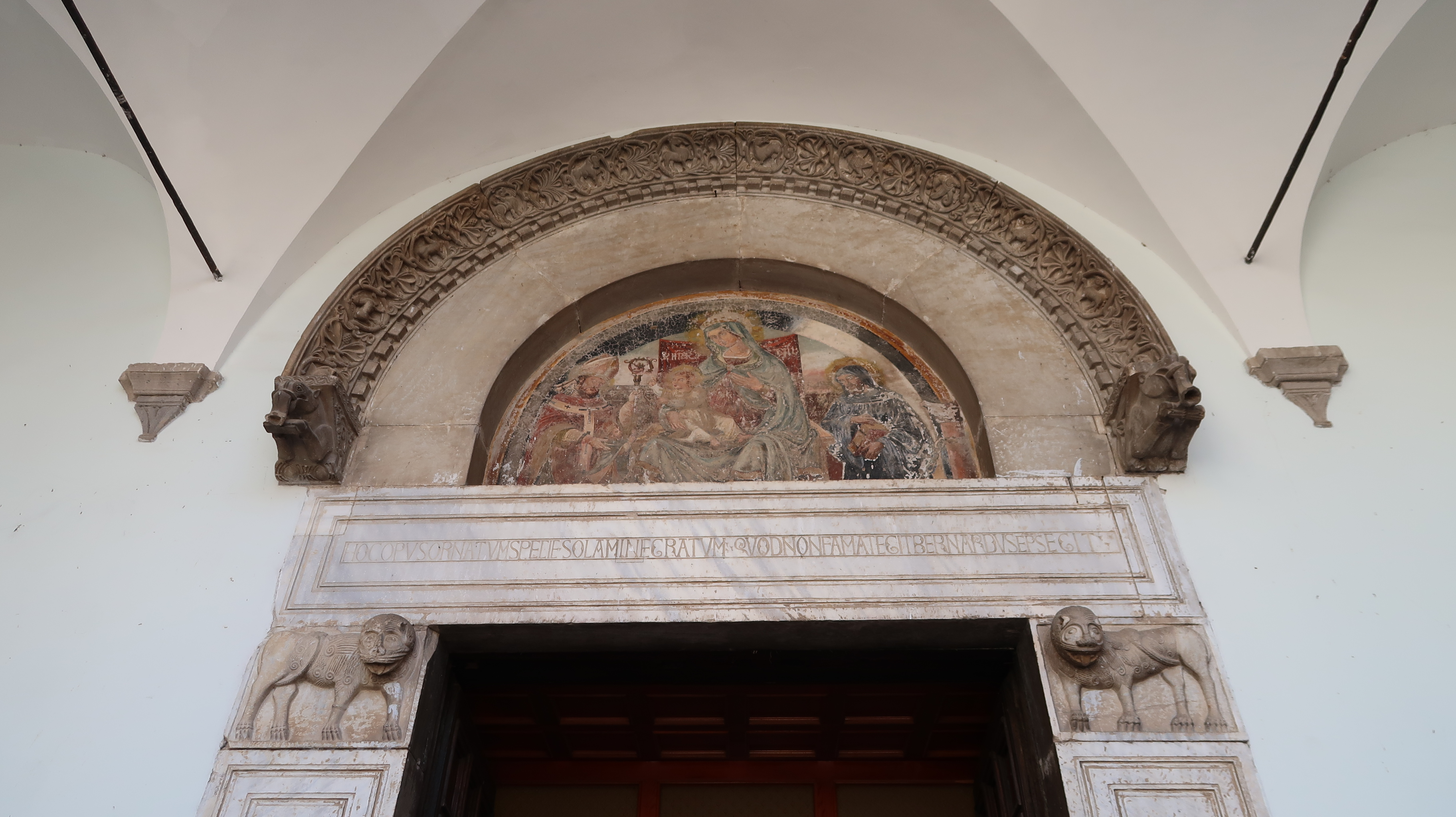
Dettaglio del portale principale della ex cattedrale

Il nucleo abitato e i casali attorno hanno subito un continuo processo di stratificazione architettonico, ultimo quello ravvisabile negli stili primo-novecenteschi. Tuttavia, fu a partire da metà del Quattrocento, che si risentì della maggiore influenza artistica catalano-aragonese, che avrebbe segnato significativamente il volto della città per i futuri anni. Per tale motivo, lo storico dell'arte Adolfo Venturi la definì, in uno storico epiteto, "Pompei del Quattrocento".
Nel centro di Carinola si trova la già cattedrale – infatti il comune fu sede vescovile, poi soppressa nel 1818 dalla bolla De utiliori di papa Pio VII –, originariamente intitolata alla Madre di Dio ed ai santi Giovanni Battista ed apostolo. Voluta dal vescovo san Bernardo da Capua, che ne fu il costruttore in stile romanico, vi sono oggi riscontrabili diversi elementi di gusto tardo-gotico di foggia durazzesco-catalana.
Nella parte orientale dell'abitato, a ridosso dell'antica cinta muraria, vi è il complesso religioso dell'Annunziata, costituito originariamente dalla chiesa, da una congregazione e da un ospedale. Fu fondato, probabilmente a scopo assistenziale (significativa la presenza della congregazione) nel corso del XV secolo.

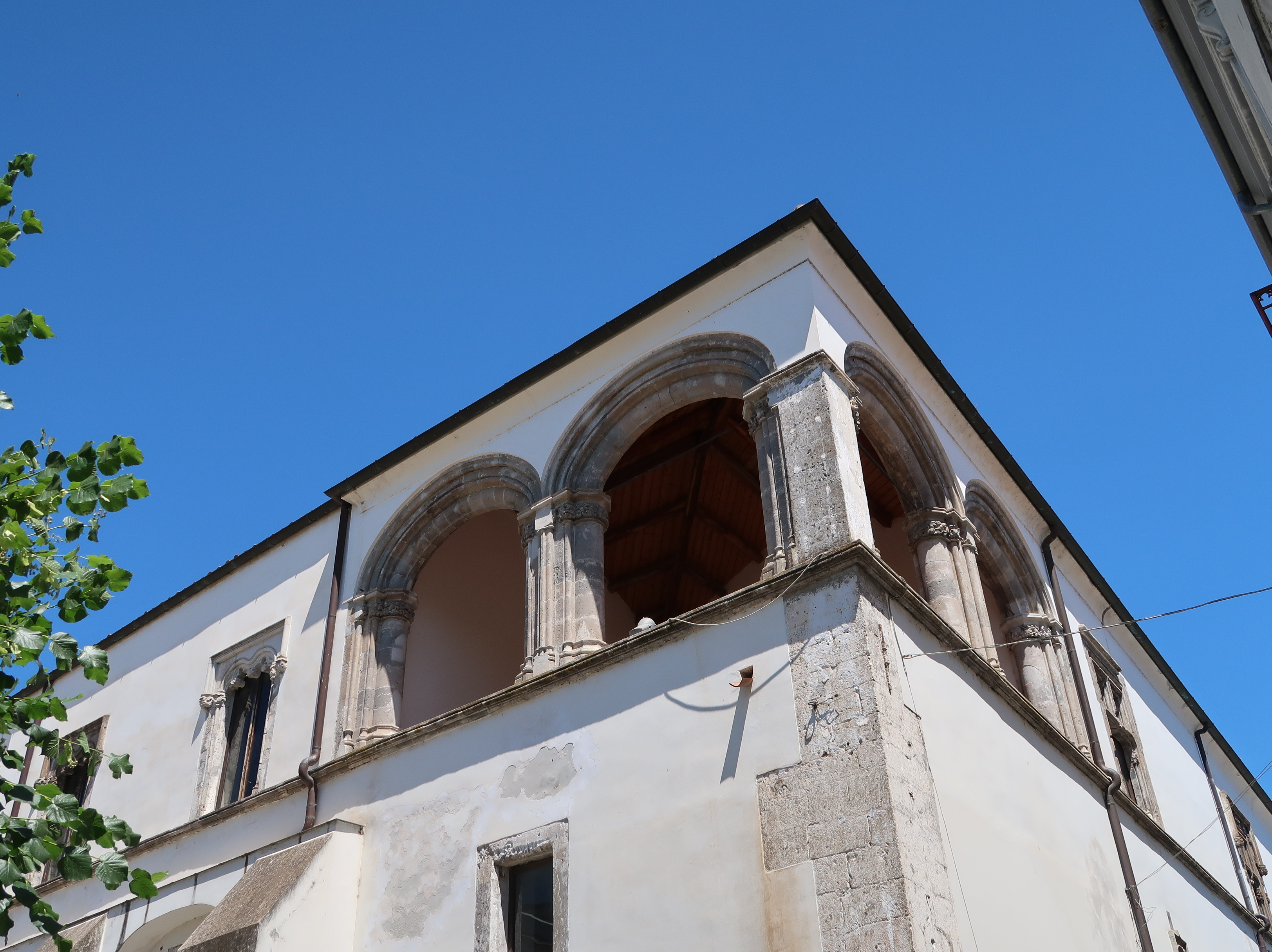
Il loggione e le finestre aragonesi del palazzo Petrucci-Novelli

Nel centro cittadino, per lo più conservatosi nelle sue forme originarie, si trova il palazzo Petrucci-Novelli, risalente al XV secolo, costruito per volere di Antonello Petrucci, segretario regio sotto Ferrante d'Aragona implicato nella famigerata "Congiura dei baroni". Fu costruito in forme rinascimentali del gotico fiorito, che presentano però già molti elementi tipici del barocco spagnoleggiante, specialmente nel loggiato di un angolo occidentale del palazzo. È l'esempio più imponente di architettura catalano-aragonese nella cittadina, stagliato sulla vista della centrale piazza Osvaldo Mazza, attiguo al municipio. Gli archi sono sostenuti da colonne ottagonali e sono presenti fra le volte importanti affreschi rinascimentali. Oggi è sede del Consiglio comunale. 

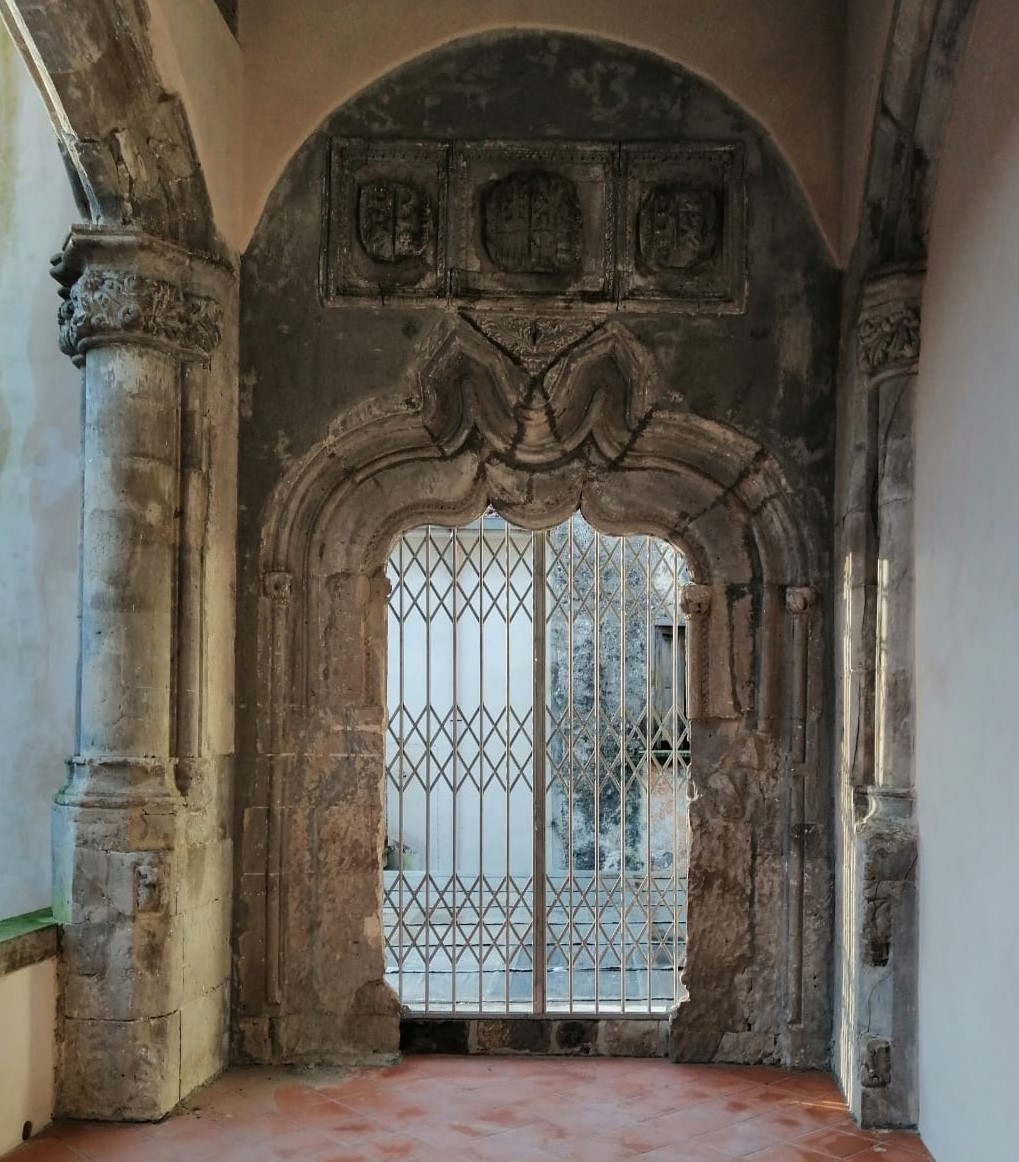
Portale superstite nel palazzo Marzano

All'ingresso settentrionale del borgo medievale si trova il castello cittadino. La sua costruzione fu voluta dal conte Riccardo, nel 1134, locale feudatario normanno, quando la città era inclusa nel principato di Capua. Fu oggetto di restauri e ricostruzioni in età angioina e aragonese, epoche in cui furono costruiti i principali elementi gotico-catalani. Oggi ne rimangono i ruderi e, quasi completo, il maschio di epoca aragonese.
Per l'architettura civile della cittadina, c'è anche Palazzo Marzano. Commissionato dal Duca di Sessa Marino Marzano, sposo di Eleonora d'Aragona, venne edificato in tutta probabilità a metà del XV secolo. La struttura presenta l'impianto tipico della residenza catalano-aragonese. Purtroppo, la struttura originaria è stata fortemente danneggiata e mutilata dagli eventi del secondo conflitto mondiale. Tra il 2016 e il 2019 è stato oggetto di un importante restauro, commissionato dal Ministero dei beni culturali e curato dagli architetti Francesco Miraglia e Corrado Valente.

### Architetture situate nelle frazioni
Nella frazione di Ventaroli è presente la Basilica di Santa Maria in Foro Claudio, comunemente conosciuta come Episcopio, antica cattedrale in stile pre-romanico, molto famosa per i dipinti riguardanti i lavori manuali dell'epoca longobarda. Il primo nucleo venne realizzato in prossimità di preesistenze romane, forse ad uso termale. Da rilevare la presenza di un catino absidale affrescato secondo forti influenze orientali. È stata riaperta da poco, ma fu sede vescovile dal VI secolo all'XI secolo.

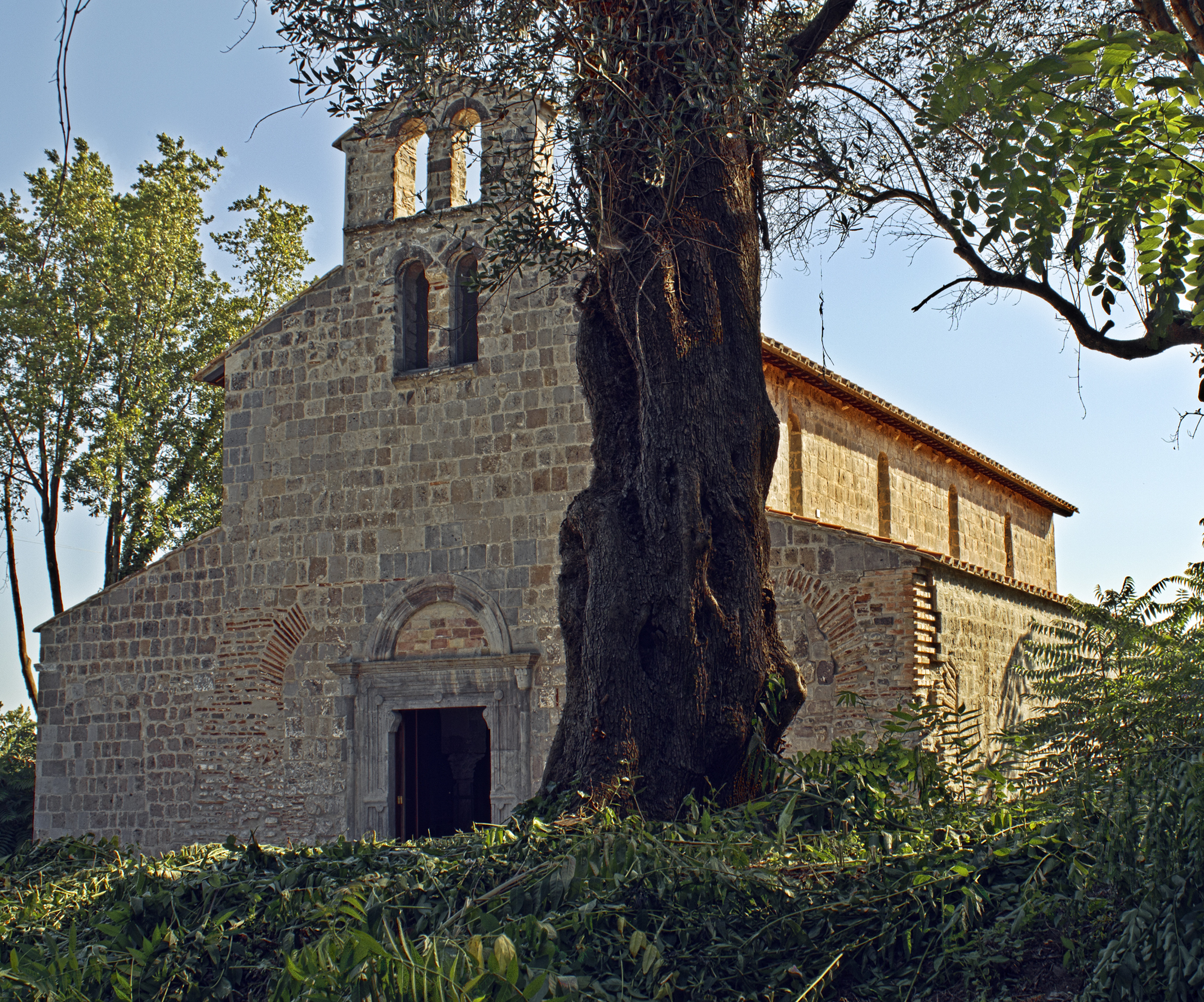
La facciata della basilica di S. Maria in Foro Claudio, a Ventaroli

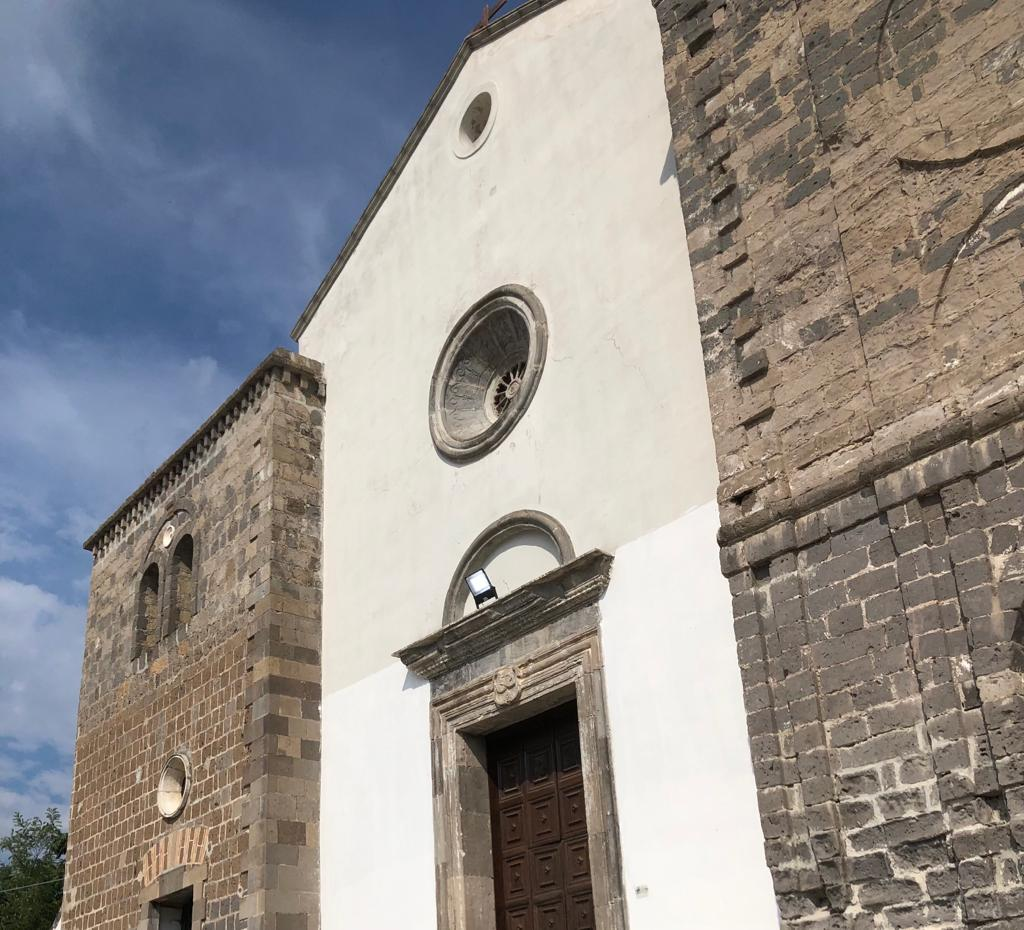
La facciata del convento di S. Francesco, a Casanova

Nella frazione Casanova si trova il convento di San Francesco risalente al XIII secolo, che ha subito un importante restauro nell'anno 2007. La struttura, di impianto gotico, ospita un chiostro interessato da importanti rimaneggiamenti nel corso del XIV sec. Leggenda vuole che nella prima fase di vita della comunità francescana, essa abbia ospitato proprio il santo di Assisi, la cui presenza sarebbe attestata dai segni delle ginocchia in preghiera nella piccola grotta alla destra dell'edificio.
Sempre nella frazione di Casanova la terza domenica di maggio di tutti gli anni hanno luogo i festeggiamenti in onore della "Madonna Grande ed Eccelsa". Per la ricorrenza viene allestita durante la notte precedente la processione l'Infiorata, che consiste in una trama che si sviluppa su tutto il manto stradale di via Grancelsa, intervallato da veri e propri disegni rappresentanti motivi sacri e colorato con fiori raccolti a mano dagli abitanti. Ideatore dell'Infiorata — evento sociale giovane ma ormai ben radicato — fu, insieme ad altri casanovesi, il compianto maestro Antonio Falso, che ha lasciato testimonianza e memoria dell'arte di devozione e di colore che è oggi. La statua della Vergine portata in processione è lignea ed è risalente al XVII o XVIII secolo; i tratti tipici dell'arte di quest'epoca sono stati rievocati grazie a un recente restauro. Molto caratteristici sono i due nuclei fondativi della frazione, i Borghi Laurenzi e Carani. Il primo è sviluppato su una corte di un antico palazzo patrizio, allargata agli alloggi della guardiola e del microcosmo di botteghe e artigiani nato attorno alla dimora. Borgo Carani, invece, caratterizzato dalle sue vie strette e da un vetusto basolato, è un piccolo agglomerato urbano costituitosi in altura. Casanova diede i natali a padre Michele Piccirillo, archeologo e teologo francescano scomparso nel 2008.
Nella frazione Casale si trova la cappella di S. Paolo, ove da tradizione si ricorda il passaggio di Paolo verso Roma nel suo ultimo viaggio. Allo stesso gli antichi avi avrebbero offerto vino e lupini (salatielli), avvenimento che si rinnova con la tradizionale sagra, in occasione dei festeggiamenti del santo il 24 e 25 gennaio di ogni anno. A Casale è presente anche il santuario di Maria SS. delle Grazie (1400), ove nel 1600 circa è apparsa la Madonna a una ragazza del luogo, Antonietta Fava; ivi si venera una sacra icona del 1400. Solenni e importanti sono i festeggiamenti il 7 agosto. Notevoli sono poi gli affreschi nella chiesa madre di SS. Giovanni e Paolo.
Insiste nella frazione di Nocelleto la piccola e antica chiesa dell'Annunziata, risalente al V-VI secolo a.C. Dell'antica struttura oggi rimangono solo alcune parti esterne, mentre l'interno è stato rimaneggiato in tempi recenti. Attualmente è costituita da un'unica navata a cui si addossano altri volumi. La facciata è databile al XV sec., con un antico portale in pietra posto in precedenza nella parte posteriore, all'entrata del cimitero religioso.

### Archeologia
- Sito archeologico di Forum Popilii: sito archeologico di epoca romana, su cui si è formata l'odierna località di Civitarotta. La città venne fondata dai Romani nel cosiddetto ager Falernus, nel nord della Campania felix. La data di fondazione è ancora incerta, anche se molti studioso protendono per il 318 a.C., durante la seconda guerra sannita, collegando la creazione della città ad un rafforzamento militare della zona, considerata a rischio durante la guerra. Altro elemento a favore della fondazione nel IV secolo a.C. sarebbe lo stesso nome dell'abitato, da ricondurre al console Marco Popilio nel 316 a.C., cioè solamente due anni dopo l'istituzione della tribù Falerna. Le iscrizioni rinvenute forniscono altre importanti notizie sulla città come l'epigrafe di Masseria Aceti in cui si accennerebbe al restauro di quattro porte. Probabilmente la città possedeva un acquedotto, visto il riferimento ad alcune terme in un'epigrafe frammentaria; si ha notizia inoltre di due deduzioni coloniali durante i principati di Augusto e di Vespasiano. La città era provvista anche di un tempio dedicato alla divinità egizia Iside, e di un'area sacra per la celebre Magna Mater. Un'iscrizione parietale pompeiana accenna inoltre a delle competizioni fra gladiatori nella città di Forum Popilii: ciò farebbe dunque pensare anche alla possibile esistenza di un anfiteatro.

## Società

### Evoluzione demografica
Carinola conta, al 31-12-2020, 7 241 abitanti. Le frazioni più popolose sono Nocelleto, Casale di Carinola e Casanova. Abitanti censiti

### Etnie e minoranze straniere
Al 31 dicembre 2023 la popolazione straniera era di 453 persone, pari al 6,38% della popolazione.

## Cultura
A Carinola è presente il Museo "Luca Menna", che ospita 15 statuette in terracotta invetriata, una volta esposte sul frontale della ex cattedrale, iconograficamente riconducibili alle cariatidi presenti in San Lorenzo Maggiore a Napoli e nelle altre vicine chiese di Santa Chiara, di San Giovanni a Carbonara e di Donna Regina vecchia. La collezione include anche paramenti liturgici, candelabri e oggetti celebrativi usati dai vescovi che si sono succeduti a Carinola.

### Cucina
- Falerno del Massico DOC: dall'antica produzione di epoca romana, decantata nelle migliori testimonianze di Marziale, Virgilio e Petronio,[20] alla moderna produzione di questo famoso vino, Carinola ha rappresentato senza alcun dubbio il centro più fertile per la sua tipica viticoltura. Se Marziale, per esaltarne il valore, avvertiva il facoltoso avventore di prepararsi a "pagare sei sesterzi per l'ottimo Falerno", e Petronio lo affidava alle esagerazioni luculliane del suo Trimalchione, nel Satyricon, oggi il Falerno del Massico vive una seconda giovinezza con una produzione ben assestata e ottime prospettive di crescita. La Denominazione di Origine Controllata “Falerno del Massico” Rosso è riservata ai vini provenienti da vigneti aventi, nell’ambito aziendale, la seguente composizione ampelografica: - Aglianico: minimo 60%; - Piedirosso: massimo 40%. La zona consentita di produzione, oltre a Carinola, comprende i vicini comuni di Sessa Aurunca, Falciano del Massico, Mondragone e Cellole.Un bicchiere di Falerno del Massico DOC rosso, col suo caratteristico colore intenso

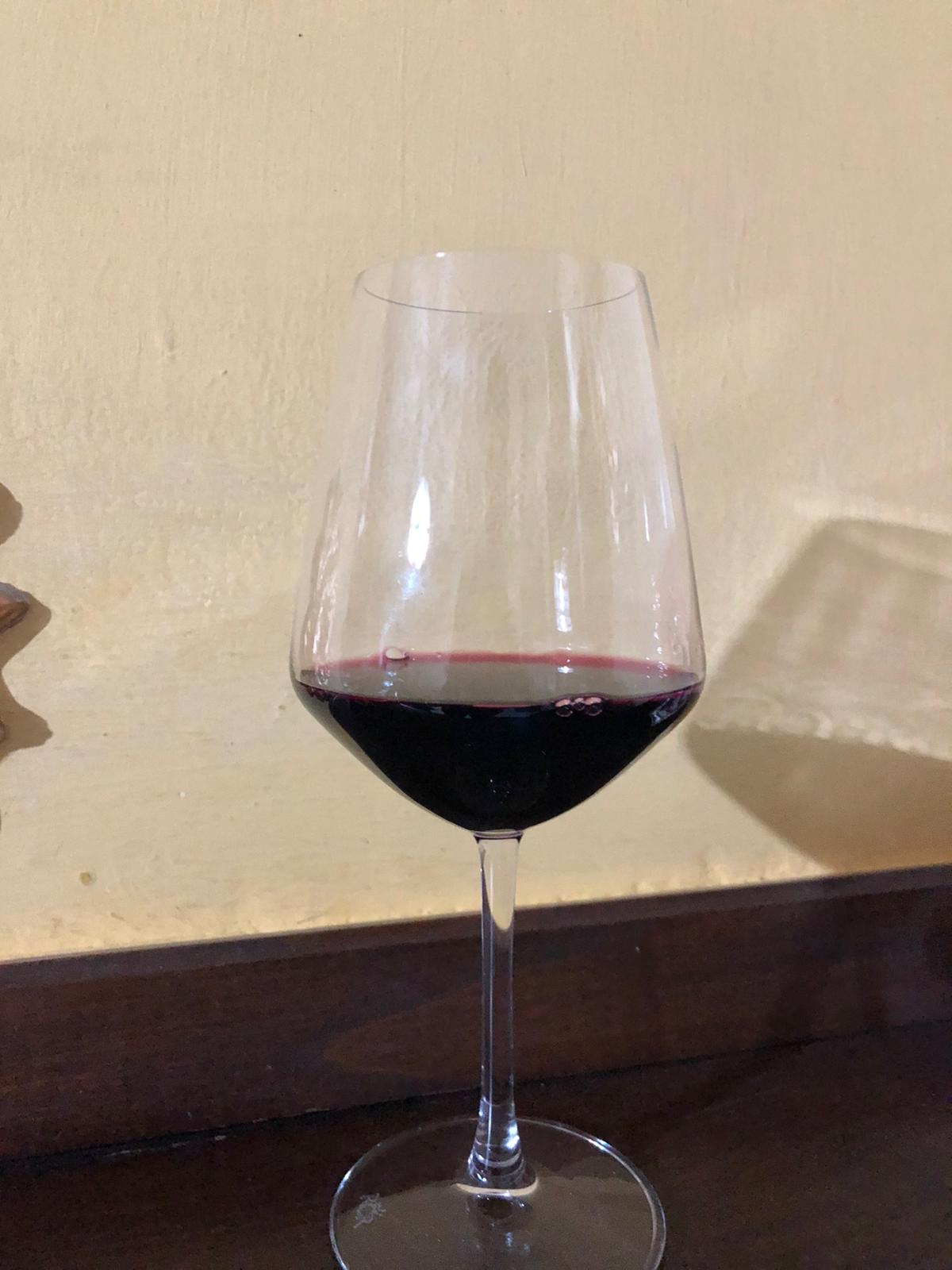
Un bicchiere di Falerno del Massico DOC rosso, col suo caratteristico colore intenso

- Mozzarella di bufala campana DOP: con vari caseifici e allevamenti presenti sul territorio, Carinola è uno dei centri di maggiore produzione della Mozzarella di bufala campana DOP.
- Zeppola Nocelletese: tipico dolce di carnevale conservato e tramandato per tradizione nei paesi del territorio di Carinola e in particolar modo nelle frazioni di Casanova, Carinola, Nocelleto stesso e nell'ex frazione di Falciano. Le origini di questo dolce non sono certe, potrebbero essere di epoca romana per composizione della pastella di base - anche se alcuni dei principali ingredienti sono stati nel tempo sostituiti, ad esempio il miele con lo zucchero - o potrebbero essere correlate all'episodio attribuito a papa Gelasio nel V secolo, che nello sfamare i pellegrini francesi giunti a Roma per la festa della Candelora sancì, in un certo senso, l'origine ufficiale di una "cugina" della zeppola Nocelletese - ovvero la crespella o crêpe - e l'inizio della sua diffusione. In particolare la cottura della zeppola avviene in maniera indiretta, per induzione nel “ruoto” di terracotta portato a una specifica temperatura e quindi non per cottura sul fuoco. Il risultato che si ottiene è una sorta di crespella (crêpe) omogeneamente bucherellata come un nido di ape. Una volta solidificato, l'impasto viene rimosso dal ruoto per guarnirne la superficie con dello zucchero granulare (nelle versioni più moderne anche con marmellata o con crema alla nocciola). Generalmente la zeppola viene mangiata calda e non è tagliata a fette in quanto viene da tradizione piacevolmente “strappata” con le mani.La tradizionale zeppola nocelletese, cotta nel suo ruoto e con la caratteristica forma a nido d'ape

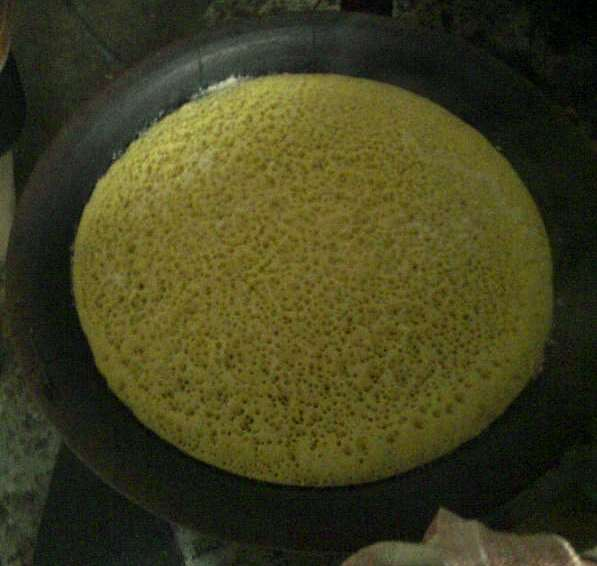
La tradizionale zeppola nocelletese, cotta nel suo ruoto e con la caratteristica forma a nido d'ape

- Pizz'e Maggio: una rivisitazione della classica torta di pasta sfoglia ripiena di crema e amarena. È diventato, nel corso del tempo, un dolce tipico nel periodo dei festeggiamenti in onore di Maria SS. Grande ed Eccelsa, che si tengono nella frazione Casanova durante la terza domenica di maggio, da cui il nome.
- Salatielli (Lupini): più che un piatto tipico, una tradizione radicata nella frazione di Casale è quella di cuocere e distribuire i lupini, la cui coltura è abbondante nella zona, in occasione della festa di S. Paolo. È un'occasione propizia anche per assaggiare un buon bicchiere di Falerno, nella tradizione "contadina" casalese molto più intenso rispetto alla produzione degli altri centri.
- Menesta: in gergo, l'espressione usata per indicare una minestra di erbe amare e parti di maiale. È una rivisitazione, soprattutto tipica di Casale, della minestra maritata preparata per il giorno di Pasqua, ed è composta da bollito di verdure, broccoli, cicorie, unitamente alle parti grasse del maiale: piedi, orecchie, coda, muso. Era anticamente il pranzo di Pasqua molto ricco di calorie che andava di fatto a compensare il periodo di magro della quaresima.

## Geografia antropica

### Frazioni
1. Casale
2. Casanova
3. Nocelleto
4. Croce di Casale
5. San Bartolomeo
6. San Donato
7. San Ruosi - Ceraldi
8. Sant'Anna
9. Santa Croce (Chiesa di Santa Croce con affresco ben conservato della Madonna del latte del XV secolo)
10. Ventaroli
11. Cascano (parte di Carinola sono Parco Libellula e Campo de' Felci)
12. Borgo Migliozzi - Borgo Fava

## Infrastrutture e trasporti

### Strade
Il territorio è attraversato dalla strada statale 7 Via Appia, snodo fondamentale per il collegamento all'Autostrada del Sole. Altre importanti arterie sono la SP 4, che attraversa la città dal confine con Sessa Aurunca a quello con Francolise e la SP 43, che collega la frazione Casanova ai centri di Falciano del Massico e Mondragone, quindi alla via Domitiana.  

### Ferrovie
Il centro è servito dalla vicina stazione di Falciano-Mondragone-Carinola, al centro della tratta Roma-Napoli. Fino al 1957, era servito anche dalla stazione di Carinola, sulla ferrovia Sparanise-Gaeta.

## Amministrazione
| Periodo | Periodo   | Primo cittadino           | Partito                                               | Carica      | Note |
| ------- | --------- | ------------------------- | ----------------------------------------------------- | ----------- | ---- |
| 1988    | 1992      | Antonio Russo             | Democrazia Cristiana                                  | Sindaco     |      |
| 1992    | 1994      | Vincenzo D'Errico         |                                                       | Commissario |      |
| 1994    | 1998      | Antonio Matano            | Lista civica Movimento democratico progressista (CSX) | Sindaco     |      |
| 1998    | 2003      | Pasquale Di Biasio        | Lista civica Carinola democratica (CSX)               | Sindaco     |      |
| 2003    | 2008      | Pasquale Di Biasio        | Lista civica Carinola democratica (CSX)               | Sindaco     |      |
| 2008    | 2010      | Gennaro Giovanni Mannillo | Lista civica Insieme per cambiare                     | Sindaco     |      |
| 2010    | 2011      | Vittoria Ciaramella       |                                                       | Commissario |      |
| 2011    | 2016      | Luigi De Risi             | Lista civica Impegno in comune                        | Sindaco     |      |
| 2016    | 2020      | Antonio Russo             | Lista civica SìAmo Carinola (CDX)                     | Sindaco     |      |
| 2020    | 2021      | Stella Fracassi           |                                                       | Commissario |      |
| 2021    | in carica | Giuseppina Di Biasio      | Lista civica Carinola futura                          | Sindaco     |      |

## Sport

### Calcio
Carinola ha una rappresentativa calcistica, denominata Carinola Calcio; fondata nel 2004, nella stagione 2024-2025 milita nel campionato di Prima Categoria campana, girone A.
 Nello stesso raggruppamento milita l'F.C. Nocelleto, che rappresenta la frazione Nocelleto.